# Mieczysław Pronaszko
Mieczysław Pronaszko (ur. 22 października 1902 w Warszawie, zm. 12 września 1968 w Pointe-Claire) – pułkownik pilot Wojska Polskiego, dowódca 64. eskadry liniowej i dywizjonu 304. Kawaler Virtuti Militari, odznaczony Distinguished Flying Cross.

## Życiorys
Po odzyskaniu niepodległości zgłosił się w 1918 r. do służby w Wojsku Polskim. Dostał przydział do 2. pułku Ułanów Grochowskich i w jego składzie walczył w wojnie polsko-bolszewickiej. Po zakończeniu walk pozostał w wojsku, służył w 25. pułku Ułanów Wielkopolskich. W 1924 r. został skierowany do Szkoły Podchorążych w Warszawie, po ukończeniu nauki otrzymał przydział do 83. pułku Strzelców Poleskich.
Zdecydował się na zmianę rodzaju broni, uzyskał przydział do lotnictwa. W 1926 r. rozpoczął szkolenie w Oficerskiej Szkole Lotnictwa, którą ukończył z 71. lokatą i specjalnością obserwatora w 1928 r. Został przydzielony do 1. pułku lotniczego. W 1929 r. w Centrum Wyszkolenia Oficerów Lotnictwa odbył szkolenie w zakresie pilotażu i powrócił do 1 pl. W 1930 r. poszerzył swe umiejętności w ramach kursu pilotażu myśliwskiego w 2. pułku lotniczym.

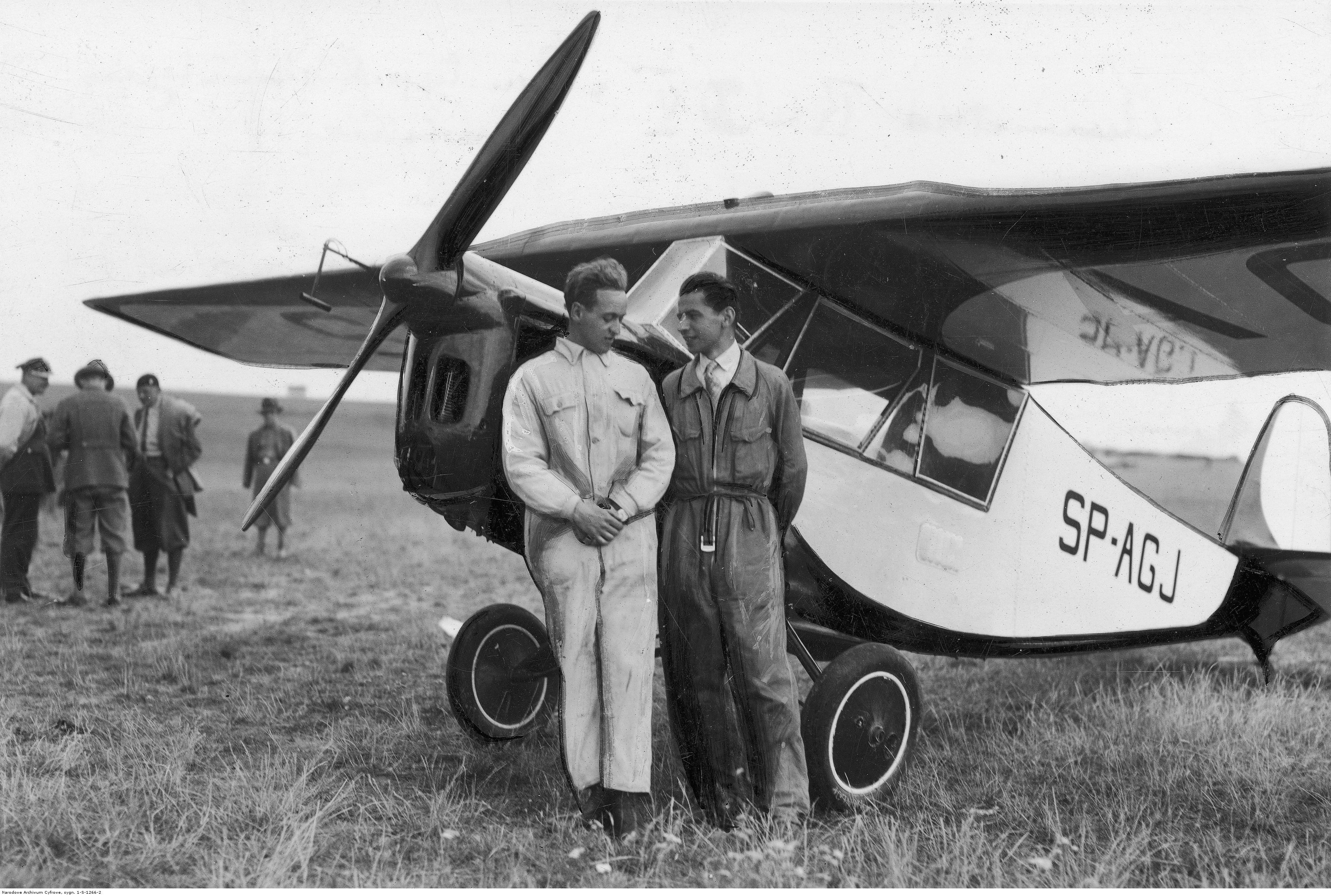
Mieczysław Pronaszko (po lewej) i inżynier Stanisław Wigura przed samolotem RWD-5

Był jednym z pionierów polskiego lotnictwa cywilnego i turystycznego. W 1930 r. został członkiem Aeroklubu Warszawskiego. W 1931 r. w Lubelsko-Podlaskich Zimowych Zawodach Lotniczych, w załodze ze Stanisławem Wigurą lecąc samolotem RWD-4 zajął drugie miejsce. W maju został członkiem V Wyprawy Szybowcowej Aeroklubu Lwowskiego do Bezmiechowej, podczas której uzyskał kategorię C pilota szybowcowego. W lipcu, z pasażerem Jerzym Wędrychowskim, wziął udział w II Zlocie Podhalańskim zdobywając drugie miejsce. W tym samym czasie w Aeroklubie Warszawskim objął funkcję kierownika sekcji treningowej. Wszedł też w skład aeroklubowej Komisji Sportowej. W sierpniu w ramach Trzecich Lotniczych Zawodów Południowo-Zachodniej Polski, ponownie w załodze ze Stanisławem Wigurą, zdobył pierwsze miejsce. W 1932 r. był jednym z organizatorów szkoły szybowcowej Aeroklubu Warszawskiego w Polichnie. Latając rekreacyjnie wykonywał loty z przyjaciółmi (m.in. ze Stanisławem Prausem) nad Tatrami. Samolotem RWD-5 przeleciał wtedy przez szczerbę Giewontu.
W 1933 r. otrzymał awans na stopień porucznika, w styczniu został przydzielony do 12. eskadry liniowej. W lutym wziął udział w 3. Lubelsko-Podlaskich Zimowych Zawodach Lotniczych, w których zajął drugie miejsce. W czerwcu odbył się V Lot Południowo-Zachodniej Polski im. Franciszka Żwirki, w którym zdobył drugie miejsce. Uzyskał najwyższą średnią prędkość przelotu, dzięki czemu Aeroklub Warszawski zdobył nagrodę przechodnią Wojewódzkiego Komitetu LOPP w Krakowie na własność.
We wrześniu 1933 r., w załodze z Wacławem Hańskim, wziął udział w V Krajowym Konkursie Turystycznym, w którym zdobyli pierwsze miejsce. Było to trzecie kolejne zwycięstwo pilota Aeroklubu Warszawskiego, w związku z czym puchar Ministra Komunikacji przeszedł na własność AW. Ponadto otrzymał liczne nagrody rzeczowe (srebrną papierośnicę, zegar biurkowy, neseser) oraz nagrody finansowe na kwotę 1000 zł. W październiku pilotował jeden z dwóch samolotów RWD-5, które wzięły udział we francuskim zlocie Bienvenue Aérienne. Podczas zlotu wykonywał loty nad Alpami, m.in. w okolicach Mont Blanc.
Jako obiecujący pilot sportowy w 1934 r. został skierowany na szkolenie nawigacyjne dla kandydatów do startu w zawodach Challenge 1934, ostatecznie nie wziął w nich udziału. W czerwcu 1934 r. objął dowództwo nad plutonem I/13 i pełnił tę funkcję do października 1935 r. Został skierowany na kurs dowódców eskadr, po jego ukończeniu trafił do 6. pułku lotniczego na stanowisko komendanta Pułkowej Szkoły Pilotażu. W lipcu 1937 r. został przeniesiony do nowo sformowanej 69. eskadry towarzyszącej, gdzie objął dowództwo plutonu II/69. W 1938 r., z 26. lokatą, został awansowany na stopień kapitana. 
W listopadzie 1938 r. został mianowany dowódcą 64. eskadry liniowej i w składzie tej jednostki walczył podczas wojny obronnej Polski. 2 września wziął udział na ataku na niemieckie kolumny pancerne nacierające na Częstochowę. Kolejny lot bojowy odbył 14 września, kiedy to atakował niemieckie oddziały w rejonie Rawa Ruska – Sokal. Po zniszczeniu samolotów eskadry podczas nalotu Luftwaffe 15 września poprowadził rzut kołowy eskadry do Horodenki. Po agresji ZSRR na Polskę w Kutach 18 września przekroczył granicę polsko-rumuńską.
Przez Rumunię przedostał się do Francji, w grudniu 1939 r. dotarł do Wielkiej Brytanii. Zgłosił się do służby w Polskich Siłach Powietrznych, otrzymał numer służbowy RAF 76640. Po przeszkoleniu na sprzęcie brytyjskim został przydzielony do grupy organizującej dywizjon 300. Objął dowództwo nad eskadrą „B”. Wkrótce potem został przeniesiony do dywizjonu 304. 17 września 1942 r. brał udział w nalocie na niemieckie łamacze blokad kotwiczące w Bordeaux. 15 października objął dowództwo nad eskadrą „A”. 24 grudnia, po powrocie z lotu bojowego, na skutek zachmurzenia nie mógł odnaleźć macierzystego lotniska, załoga samolotu wyskoczyła ze spadochronami. 27 stycznia 1943 r. objął stanowisko dowódcy dywizjonu. 13 sierpnia dowodzona przez niego jednostka była wizytowana przez prezydenta Raczkiewicza. Dwa dni później, na lotnisku Davidstow Moor, zorganizował obchody Dnia Żołnierza, które swoją obecnością uświetnił dowódca 19 Grupy Bombowej AVM B.E. Baker. Stanowisko dowódcy dywizjonu zdał 18 listopada.
Następnie służył w Inspektoracie PSP w Wydziale Studiów. 8 grudnia 1943 r. został przydzielony na miesiąc do dowództwa 19 Grupy. 4 marca 1944 r. został oficerem łącznikowym przy Dowództwie 9. Armii Lotniczej USA. 13 grudnia 1944 r. rozpoczął kurs w Akademii Sztabu Generalnego USAAF w Blackpool, który ukończył 25 kwietnia 1945 r. Powrócił do służby w Dowództwie PSP, 1 czerwca został polskim oficerem łącznikowym w Dowództwie 9. Armii Lotniczej USAAF. 29 kwietnia 1946 r. powrócił do Dowództwa PSP. 2 kwietnia 1947 r. został zdemobilizowany po czym zdecydował się na emigrację do Kanady.
Działał w środowisku polonijnym, był drugim prezesem 310 Skrzydła „Wilno”. Zmarł 12 września 1968 r., został pochowany na cmentarzu weteranów w Pointe-Claire.

## Ordery i odznaczenia
Za swą służbę otrzymał odznaczenia:
- Krzyż Srebrny Virtuti Militari nr 8353,
- Krzyż Walecznych – trzykrotnie,
- Medal Lotniczy – czterokrotnie,
- Distinguished Flying Cross.